# Metrosideros bartlettii
Metrosideros bartlettii är en myrtenväxtart som beskrevs av J.W.Dawson. Metrosideros bartlettii ingår i släktet Metrosideros och familjen myrtenväxter. IUCN kategoriserar arten globalt som starkt hotad. Inga underarter finns listade i Catalogue of Life.

## Bildgalleri

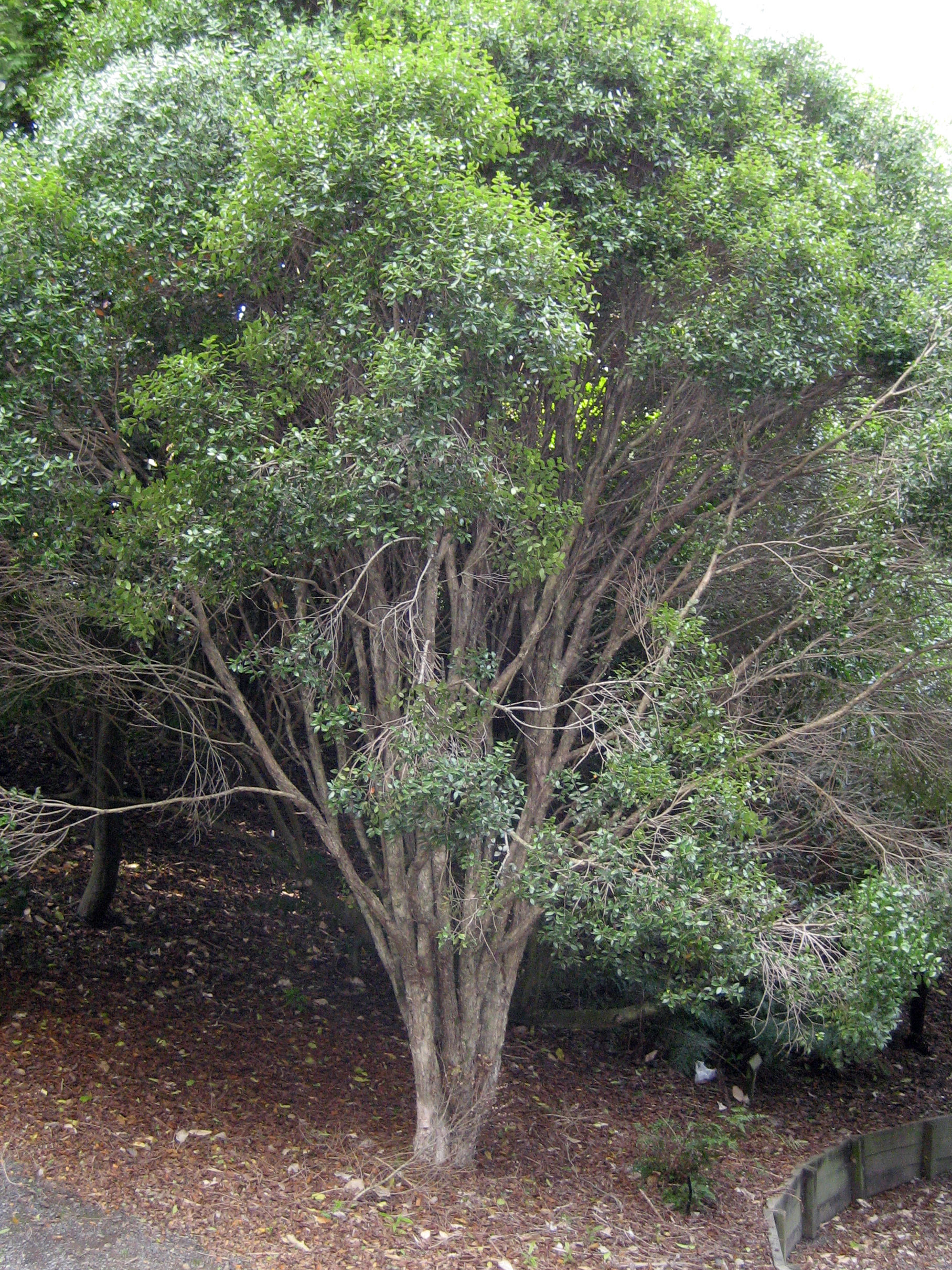
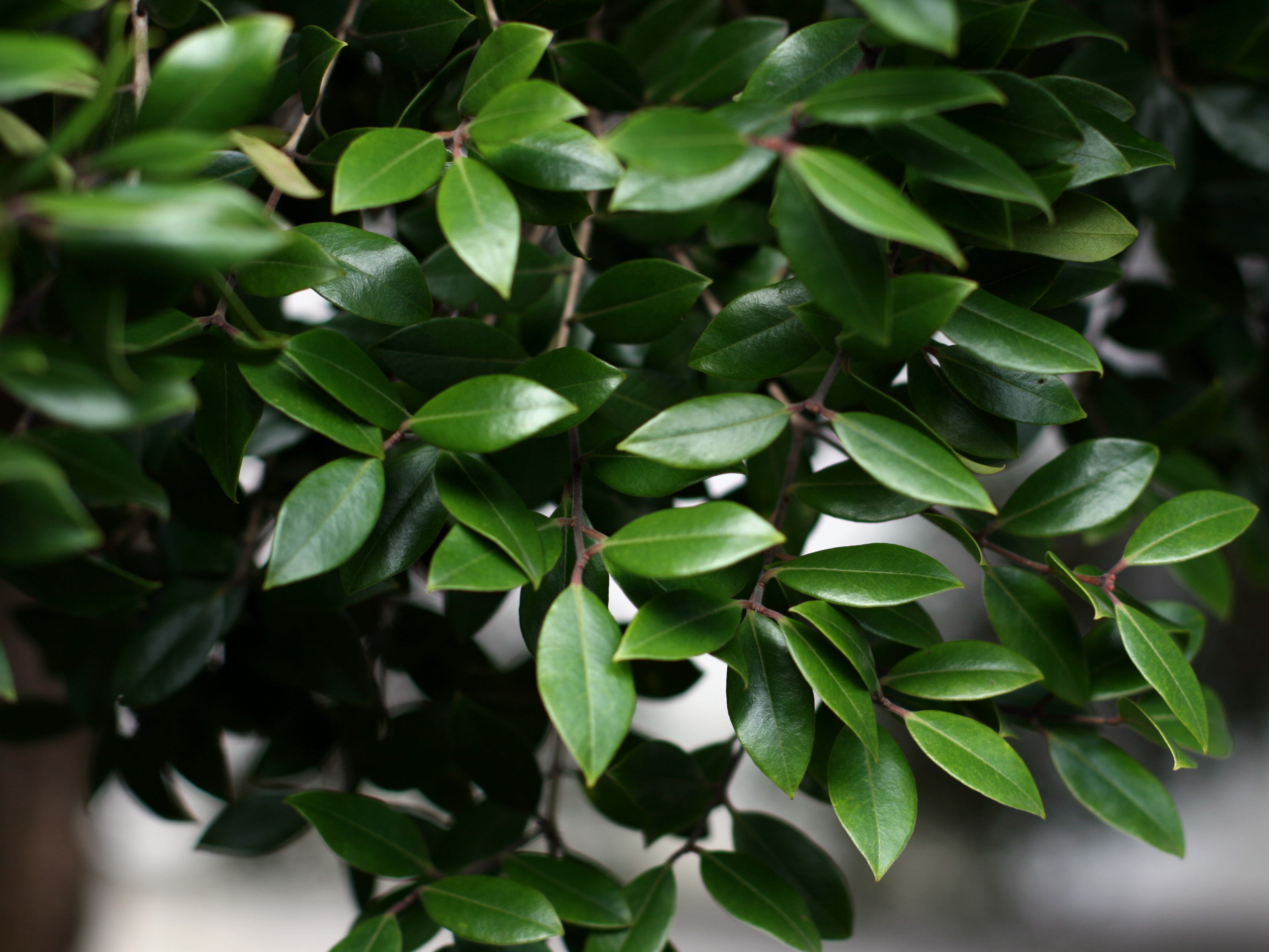
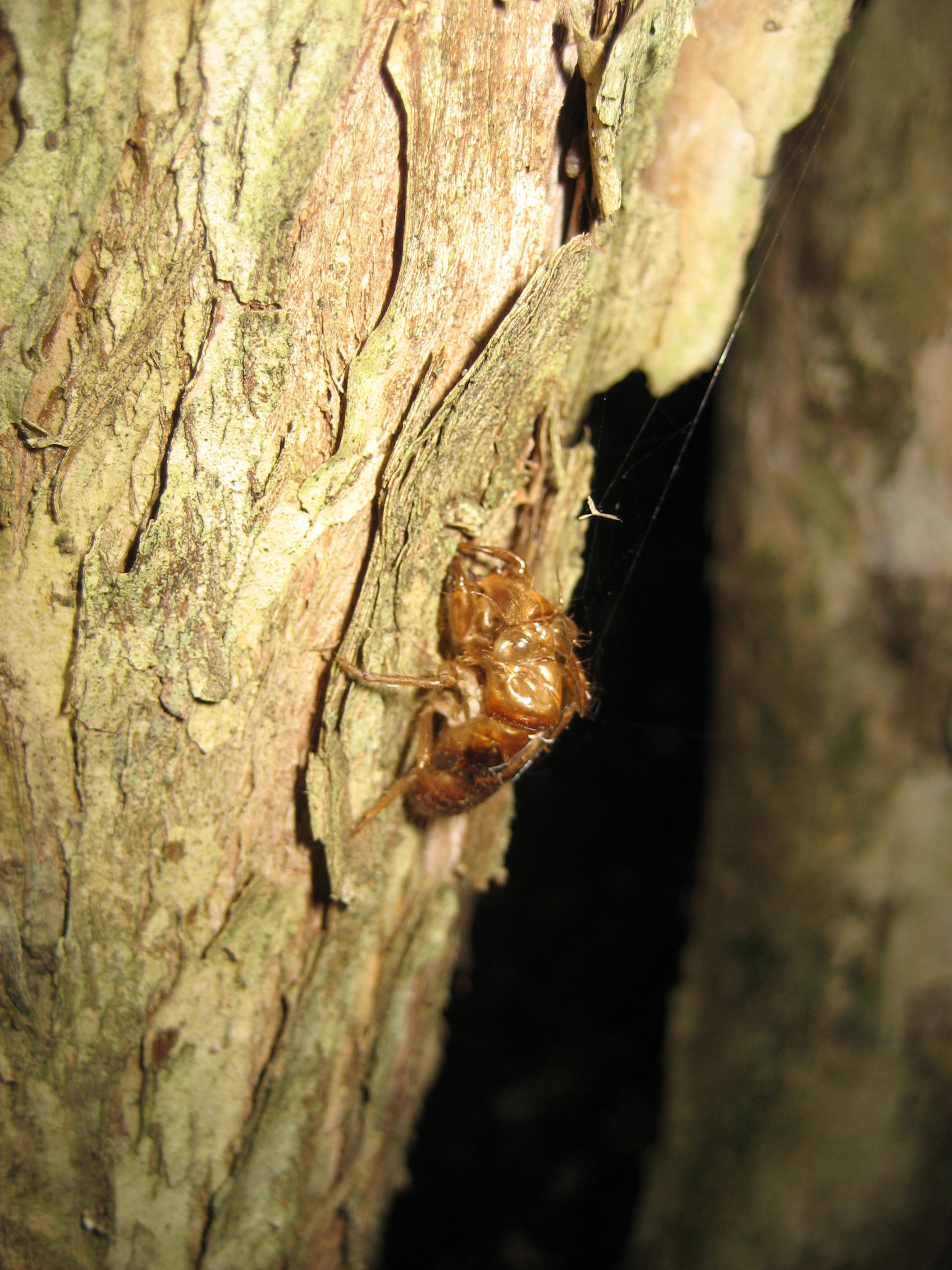